# Pararosalina
Pararosalina es un género de foraminífero bentónico considerado un sinónimo posterior de Rosalina de la familia Rosalinidae, de la superfamilia Discorboidea, del suborden Rotaliina y del orden Rotaliida. Su especie tipo era Pararosalina densitiva. Su rango cronoestratigráfico abarcaba el Holoceno.

## Clasificación
Pararosalina incluía a las siguientes especies:
- Pararosalina densativa
- Pararosalina densiformis
- Pararosalina dimorphiformis
  - Pararosalina dimorphiformis exquisita
- Pararosalina socorrensis